# Iwan Nikititsch Koschelew
Iwan Nikititsch Koschelew (russisch Иван Никитич Кошелев; * 1700 in Kaluga; † 1759 in Susdal) war ein russischer Marineoffizier und Polarforscher.

## Leben
Koschelew stammte aus einer Adelsfamilie und absolvierte die Ausbildung an der Marinegarde-Akademie in St. Petersburg. Nach dem Abschluss 1718 trat er in den Marinedienst.
Koschelew wurde 1722 zum Navigator befördert und diente bis 1725 auf der Lotsen-Galiot unter dem Kapitän 2. Ranges K. Ekrow. Er nahm an der Erstellung einer Dokumentation der Ostsee und an der Verteilung von Baken im Finnischen Meerbusen teil. Dann  diente er auf der Fregatte St. Jakob, die ab 1725 als Paketschiff den Post-, Personen- und Frachtverkehr zwischen Kronstadt, Danzig und Lübeck sicherstellte. 1728 wurde er als Untersteuermann auf das kleine Linienschiff Perl versetzt und noch im selben Jahr auf das 66-Kanonen-Linienschiff Derbent an der Spitze des Geschwaders, das unter Naum Senjawin nach Holstein fuhr. 1730 wurde er zum Steuermann 3. Ranges ernannt.
Im Sommer 1731 fuhr Koschelew auf der Fregatte Amsterdam-Galei nach Archangelsk. Auf der Rückfahrt verlor das Schiff im Sturm am Nordkap alle Segel, es schlug leck, und 5 Mann gingen über Bord, so dass die Fregatte nach Archangelsk zurückkehren und dort überwintern musste. Im August 1732 kam er nach Kronstadt zurück. Im August 1733 wurde er zum Flottenmeister befördert. Er fuhr auf verschiedenen Linienschiffen. Im Juni 1734 während des Polnischen Thronfolgekriegs nahm er im Geschwader Admiral Thomas Gordos an der Belagerung Danzigs teil. 1735 kommandierte er in Kronstadt die Steuermann-Kompanie. Er unterrichtete die Gardemarins und gehörte mit Wassili Prontschischtschew und Pieter Lassenius zur Prüfungskommission für Steuermänner, Untersteuermänner und  Steuermann-Lehrlinge in Kronstadt. Ein Prüfling war Andrei Welikopolski.
Im Januar 1736 wurde Koschelew dem von Dmitri  Owzyn geleiteten Ob-Jenissei-Kommando der von Vitus Bering geleiteten Zweiten Kamtschatkaexpedition zugeteilt, das die Nordküste Sibiriens von der Ob-Mündung bis zum Jenissei erforschen sollte. In Tobolsk leitete Koschelew 1736–1737 den Bau des Bootes Ob-Potschtalon, auf dem er im Mai 1737 auf Irtysch und Ob nach Obdorsk fuhr. Der Kommandoleiter Owzyn ernannte Koschelew zum Kommandanten der Doppel-Sloop Tobolsk, während er selbst die Ob-Potschtalon übernahm. Im August 1737 fuhren die beiden Schiffe  aus der Ob-Bucht in die Karasee, wo sie bei 74° 2′ Nord auf Eis trafen. Sie  umfuhren die Gydan-Halbinsel und erreichten im September die Jenissei-Mündung, wo sie den auf Land herangekommenen Expeditionsteil antrafen. Während der Fahrt waren der Küstenverlauf dokumentiert und Karten der neuen Orte erstellt worden. Während Owzyn vor dem Zufrieren der Bucht noch in den Jenissei-Nebenfluss Anguticha einfahren konnte, fand der etwas spätere Koschelew einen Liegeplatz für die Doppel-Sloop an der Mündung des Jenissei-Nebenflusses Deneschkina, wo das Kommando überwinterte. Im Herbst 1739 kam Koschelew entsprechend einem Ukas mit den Ergebnissen der Fahrt von Tobolsk zur Jenissei-Mündung nach St. Petersburg und stellte seinen Bericht mit allen Karten dem Admiralitätskollegium vor.
Koschelew nahm am Schwedisch-Russischen Krieg (1741–1743) teil und wurde im Dezember 1741 zum Leutnant befördert. 1742 fuhr er im Geschwader Sachar Mischukows nach Gogland und dann zur Halbinsel Hanko. Er überwinterte im Revaler Geschwader Jakow Barschs und fuhr dann auf verschiedenen Linienschiffen.
1746 wurde Koschelew Kommandant der Lotsen-Galiot Lozman und fuhr nach Danzig. Mit Paketschiffen fuhr er 1746 nach Hogland und 1747 nach Lübeck.
Von 1748 bis 1751 diente Koschelew in der Kanzlei der Stabsoffiziere zur Einsammlung der Kopfsteuer und Admiralitätsabgabe für die Provinz Belgorod, worauf er zur Reserve kam. Im Dezember 1753 wurde er als Kapitän 2. Ranges aus dem Marinedienst entlassen und zum Hofrat ernannt (7. Rangklasse). Im Mai 1754 führte er die Untersuchung des Falls des Susdaler Woiwoden Trubnikow durch und nahm ab August 1754 selbst das Woiwodenamt wahr mit Ernennung zum Susdaler Woiwoden im Februar 1755. Im Februar 1759 reichte er beim Senat seine Bitte um Rangerhöhung ein, die erst nach seinem Tod dem Senat im Januar 1760 vorgelegt wurde und damit gegenstandslos war.